# 近铁80000系电力动车组
近鐵80000系電力動車組（日语：／ kintetsu 80000kei densha ?）是近畿日本鐵道的標準軌特别急行列車，於2020年3月14日起開始正式運行，列车名称为火之鸟（日语：／ hinotori）。

## 概要
本列車開發原因是因為近鐵希望提升名阪甲特急的服務質素，所以決定將專用於名阪甲特急的Urban Liner的21000系、21020系轉用於其他特急列車。此外當近鐵21000系和近鐵21020系轉變用途後，將會取替近鐵12000系等這些舊的列車。
自從1990年代以來，近鐵特急的利用人次便呈現減少的趨勢。有鑑於此，近鐵轉變了特急型車輛過去確保列車定員數的設計思維，轉而著重提供旅客舒適的座席空間，並基於此方針於2013年推出觀光列車「Shimakaze」。由於「Shimakaze」廣受好評，甚至需增購列車來滿足旅客需求，近鐵決定在用於速達型列車(也就是甲特急)的新型車輛中加入觀光列車的設計元素，同時根據旅客的問卷調查，設置暱稱「Backshell」的椅背背板，令旅客調整椅背時不會影響後一排的空間。
近鐵為本系車輛耗資184億日圓，共引進72輛，當中分成8列6节编组（定員239名）、3列8节编组（定員327名）。2021年獲得鐵道友之會藍絲帶獎。

## 歷史
- 2018年1月11日：近鐵宣布將會開發新型名阪特急，並會將以現有的Urban Liner取代部份泛用特急
- 2018年11月30日：列车开始制造
- 2019年8月30日：宣布將列車命名為火之鳥（ひのとり），並製作了短片及網站介紹列車
- 2019年8月31日：Premium Seat體驗开始
- 2019年10月17日：Premium Seat體驗結束
- 2019年10月下旬：進行乙種運輸
- 2019年11月下旬：TVO電視台公開此列車的車廂
- 2019年12月16日：在近鐵奈良線試車
- 2020年2月5日：舉行試乘會
- 2020年2月14日：首班車車票開始發售
- 2020年2月下旬：開始在近鐵名古屋線試車
- 2020年3月14日：ひのとり正式開始營運
- 2020年11月21日：8輛編組列車正式開始營運
- 2021年2月13日：ひのとり完全取代Urban Liner，成為名阪甲特急專用車種
- 2021年5月26日：獲頒藍絲帶獎
- 2021年7月19日、21日：首度駛入伊勢志摩（採不載客運行，行駛區間 : 大阪難波 - 賢島）
- 2021年8月~9月：首度以貸切列車駛入伊勢志摩（行駛區間 : 大阪上本町/近鐵名古屋 - 賢島）

## 外觀
以紅色為列車的主色，並加了金色的線條以及黑色的車窗外圍，令列車顯得更豪華。此列車不使用以住一般的特急列車的顏色，而使用紅色，这可能是因為日本鐵路迷對近鐵的印象就是「關西的紅色列車」；不過由於此列車的紅色外观及流線型設計，亦有不少人認為這列車與小田急70000型的外觀很相似。車頭使用了兩大片玻璃，比起近鐵50000系的車頭使用六大片玻璃，視野上比近鐵50000系等特急列車更廣闊、更簡潔，也減少了窗框的阻礙，車頭燈採用了2x20的LED白色燈泡，比其他列車的車頭燈更光。車尾燈與車頭燈分開，位於較高位置。

## 車廂座位

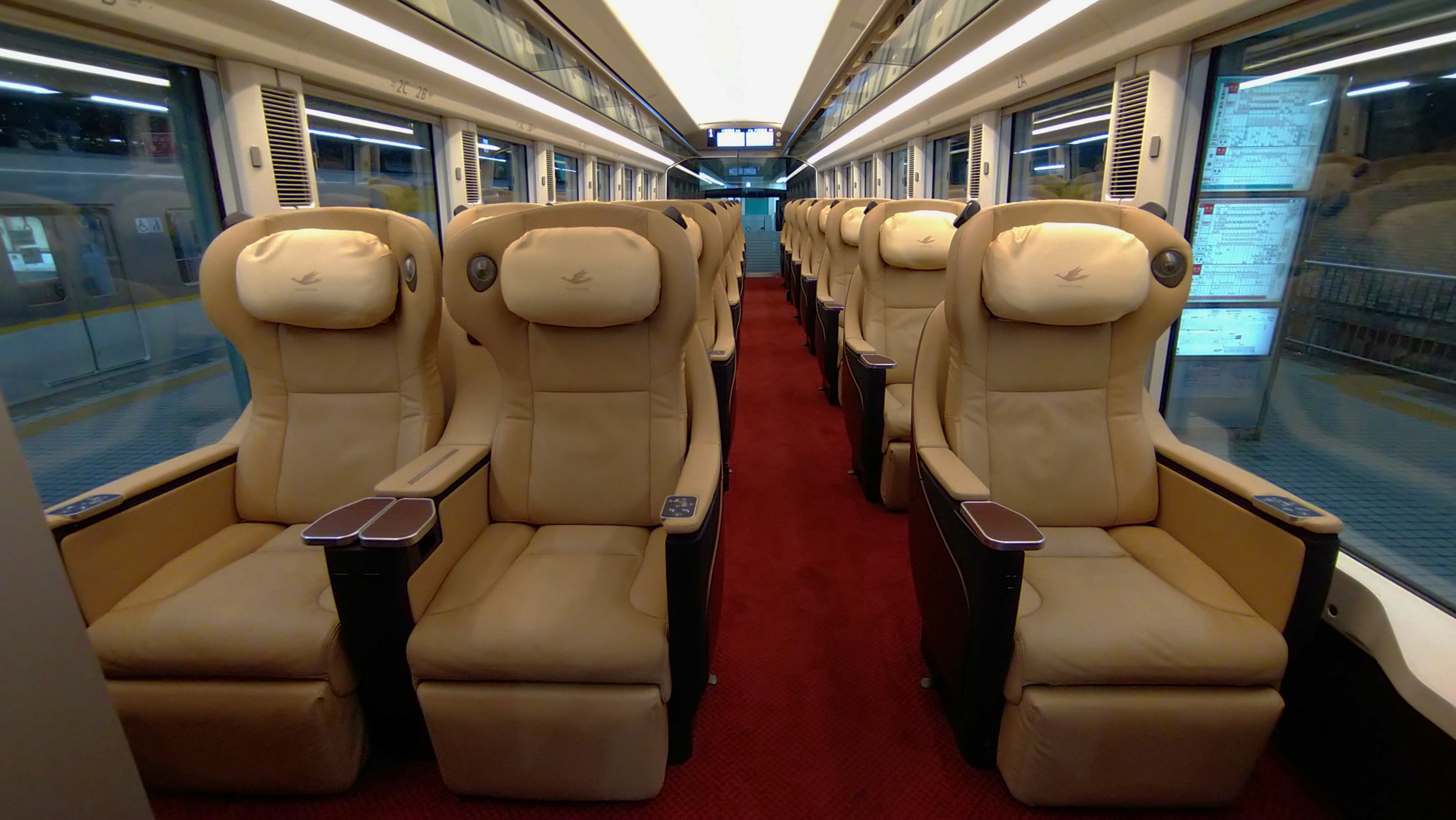
Premium Seat 車廂

Standard Seat車廂

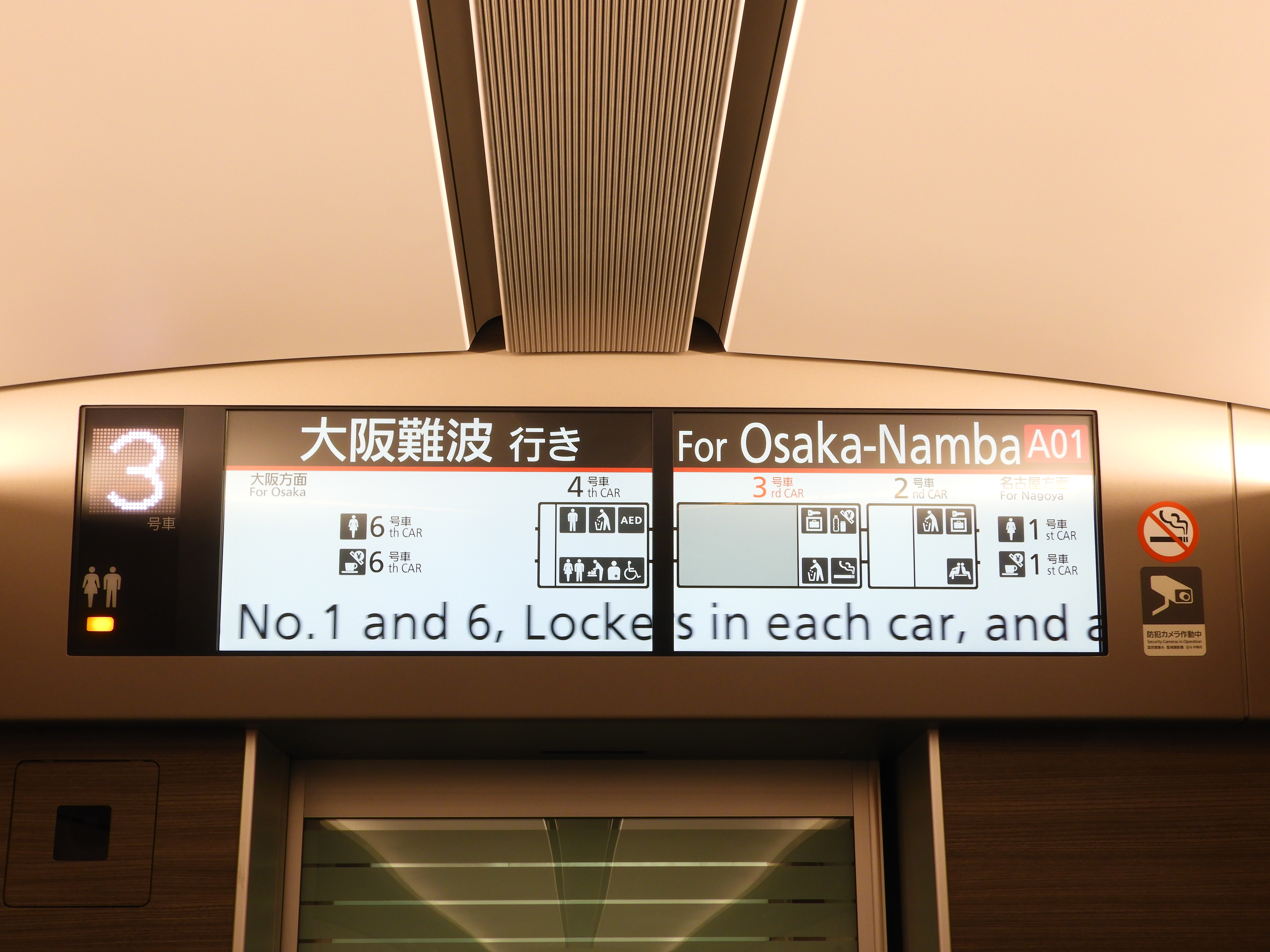
車內的LCD顯示屏

### 优等座（Premium Seat）
全列列車只有42個优等座，位於列車的首尾两节车厢，座椅造型类似於JR東日本新幹線Gran Class超高檔車廂座椅，以2+1排列；座椅前後間距130cm，為日本的前後間距最長者。座位使用米黃色真皮表面，附带通风及加热功能，可以前後调节角度，还配有LED白光閲讀燈、枕頭（可调节角度）、電動伸縮腳踏、大型收納式鐵造木紋桌版、杯架、交流電源插座等。座椅背後有兩個小鈎，可以掛一些較小型的隨身物品（例如背囊）或大衣等，座位前方亦配有一本關於此列車的設施設備簡介小冊子。
車廂方面，优等座車廂採用高樓底設計，空間感大幅提升。照明系統使用了可轉色的LED照明，有時候照明系統會有暖色轉到藍色，配合地板鋪上的紅色地氈，令車內環境顯得更加豪華。側邊窗戶亦采用半落地玻璃，配備電動窗簾，窗框亦加入了獨立出風口。車頭亦使用半落地大玻璃，使优等座的乘客可以看到車頭的風景。此外优等座車廂比一般車廂的地台高一些，視野更廣闊；每一卡的車頭及車尾亦有LCD顯示屏，以中英日韓四种语言顯示目的地、下一站以及近鐵路線的情況。此外車廂还配備免费儲物櫃用以放置大型物件，座位上方亦设有行李架。

### 标准座（Standard Seat）
總共197個座位（6节编组），位於中間車廂，以2+2排列，前後間距有116cm，是近鐵普通座位前後間距最長的座位。座位使用灰色間條布料表面。背後有一塊間隔板，所以無論將座椅怎樣傾斜也不會影響到後座乘客。在座椅前方設有桌版、兩個小鈎、杯架以及儲物網，亦配備小型收納式桌版及交流電源插座。左右兩邊亦有扶手，座椅可前后旋轉，亦配備可調較角度的腳踏，令乘客在旅途可以更舒適。
車廂方面，與优等座車廂大致相同，同樣有半落地玻璃以及電動窗簾，每一卡的車頭及車尾有LCD顯示屏，座位上方有行李架，高樓底設計。不同的是車廂照明系統用了白色、暖色的LED照明，地板採用了灰色防滑地板。

## 車內設備

### 大型儲物櫃

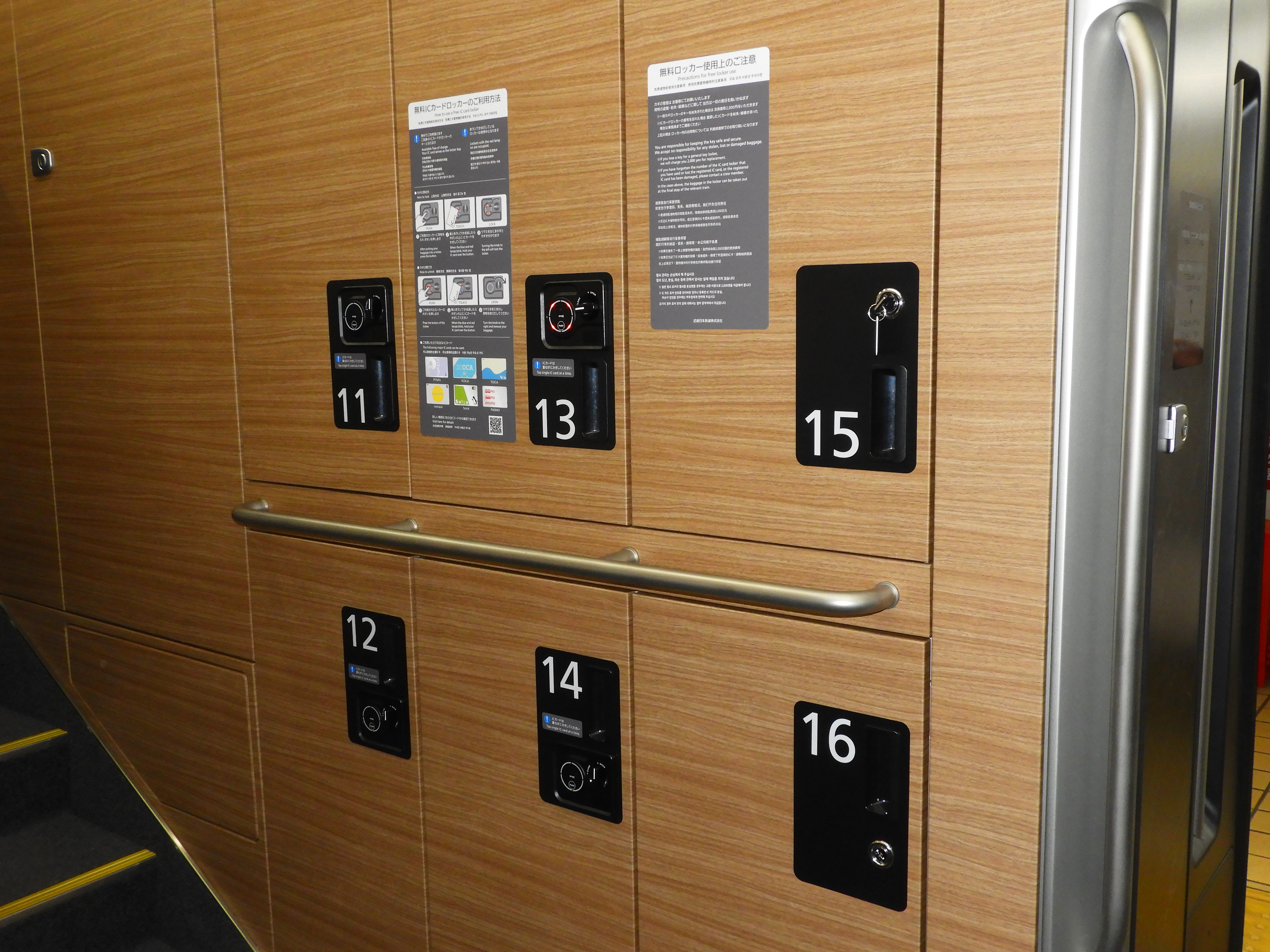
位於第一卡的大型儲物櫃

位於ク80600形、モ80500形、モ80400形、モ80200形、ク80100形（即1、2、3、5/7、6/8號車廂）。全列列車有多於50個儲物櫃可供列車的所有乘客免费使用。

### 小型咖啡廳

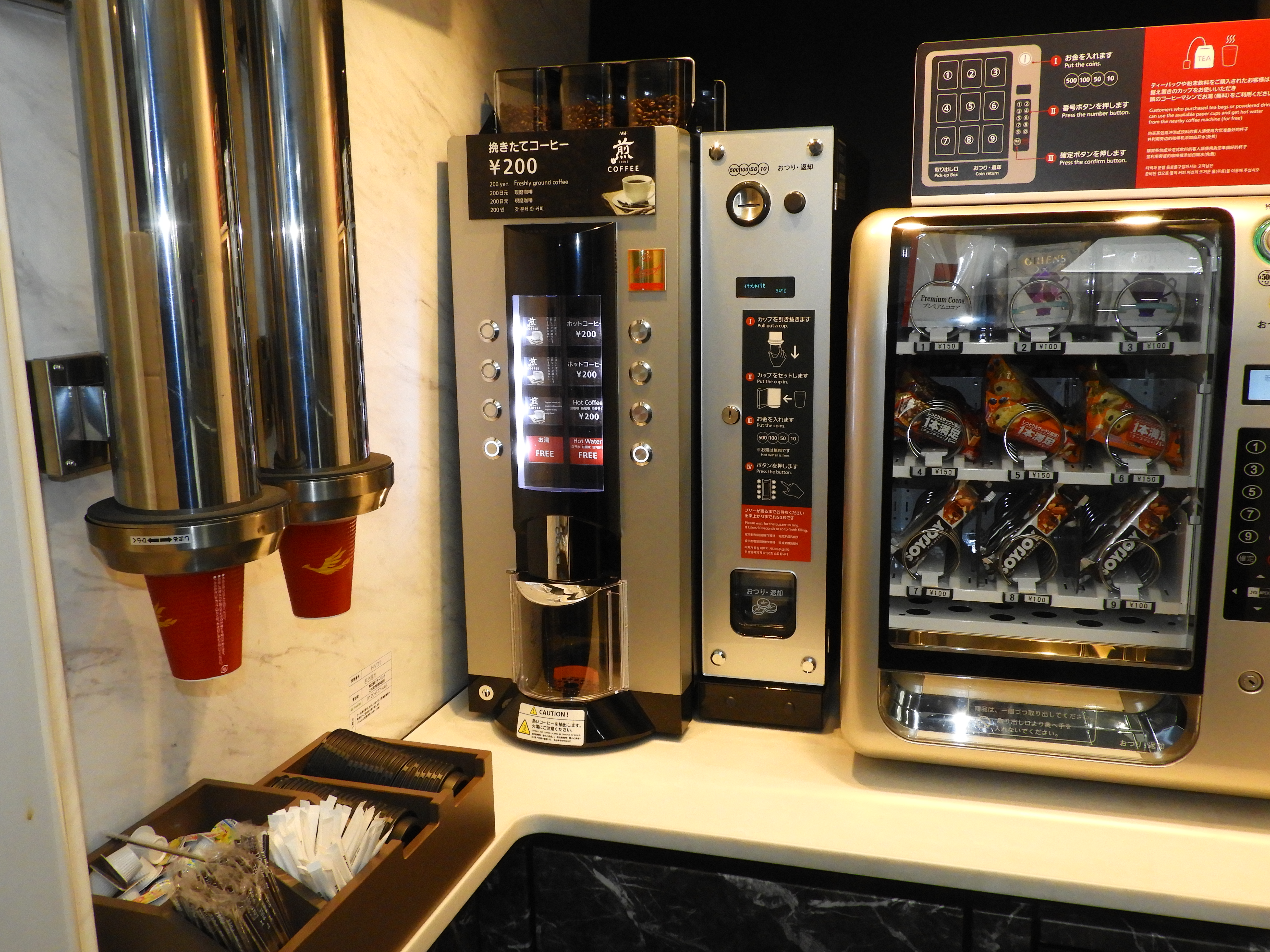
小型咖啡廳裏的設備

本系車行駛的名阪甲特急、阪奈特急並沒有車內銷售服務。取而代之的是在車內設置小型咖啡廳與冷飲自動販賣機（見後述）。
小型咖啡廳位於兩輛先頭車（ク80600形、ク80100形）。咖啡廳裏有兩部自動販賣機以及一部兌幣機。其中一部販賣機販售即沖咖啡、熱水，而另一部售賣機售賣各種零食以及紀念品。兌幣機可以將各種日圓紙幣兌換為硬幣。兌幣機旁邊有一個自助區，可取得杯子、杯蓋、咖啡攪拌棒、白糖、黃糖、糖漿等物品。

### 多用途洗手間
轮椅座位和多用途洗手间均設于サ80300形（第4/6号车厢）。為方便傷殘人士，多用途洗手間有很多無障礙設施和設計，馬桶是一個多功能的和式馬桶。此外，亦加設育嬰設備。

### 吸煙室

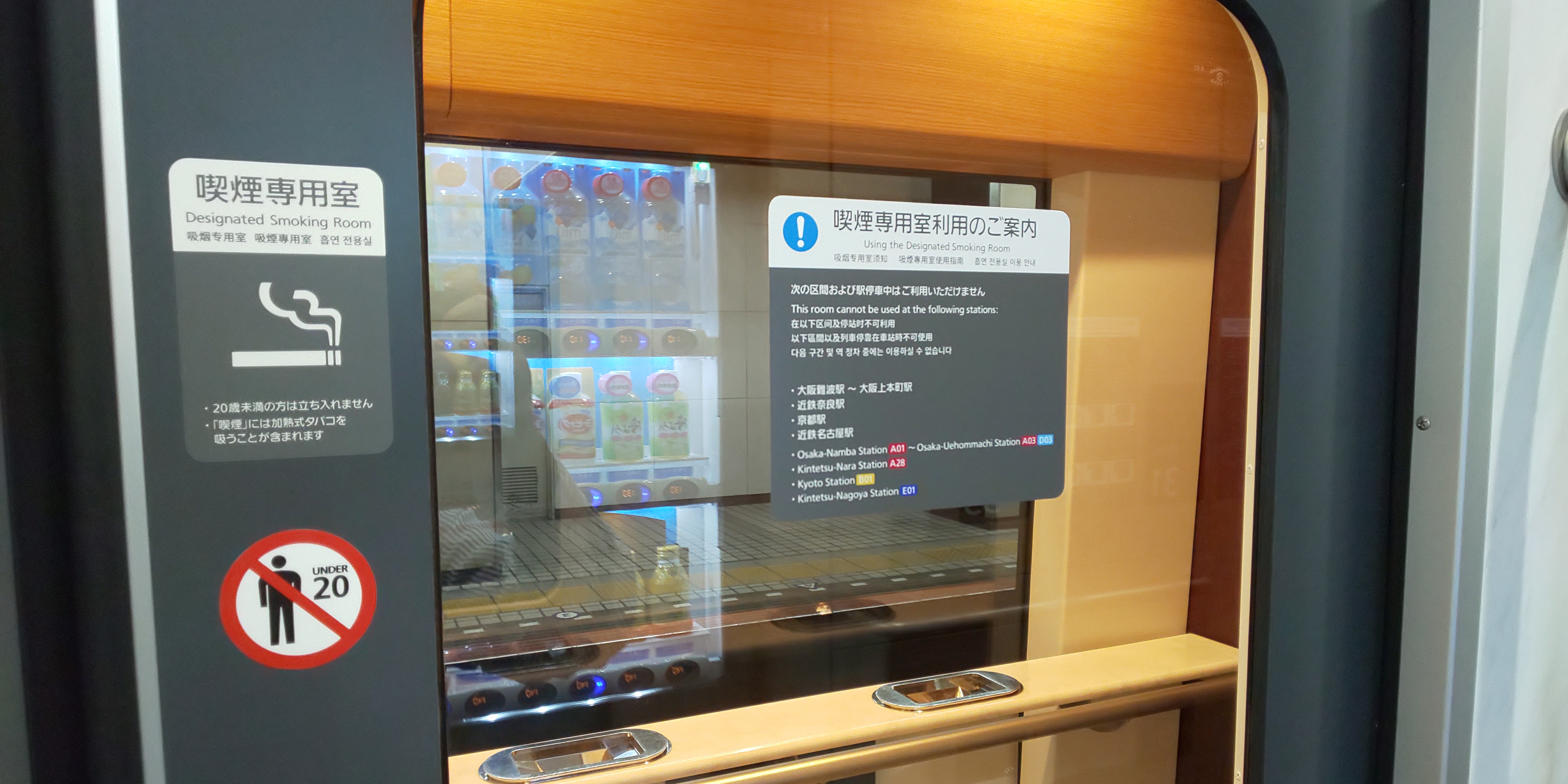
吸菸室出入口，門上附有吸煙室也不可吸煙的路段與車站

依照2020年2月1日生效的健康增進法修正案，全列車为禁煙車，並在モ80400形（3號車廂）設了吸煙室。但是，當列車在地下路段（難波線全線、近鐵名古屋站、近鐵奈良站）、停靠整個站被大廈覆蓋的車站（大阪上本町站、京都站）時，連同吸煙室內也不可吸煙。

### 多用途座位

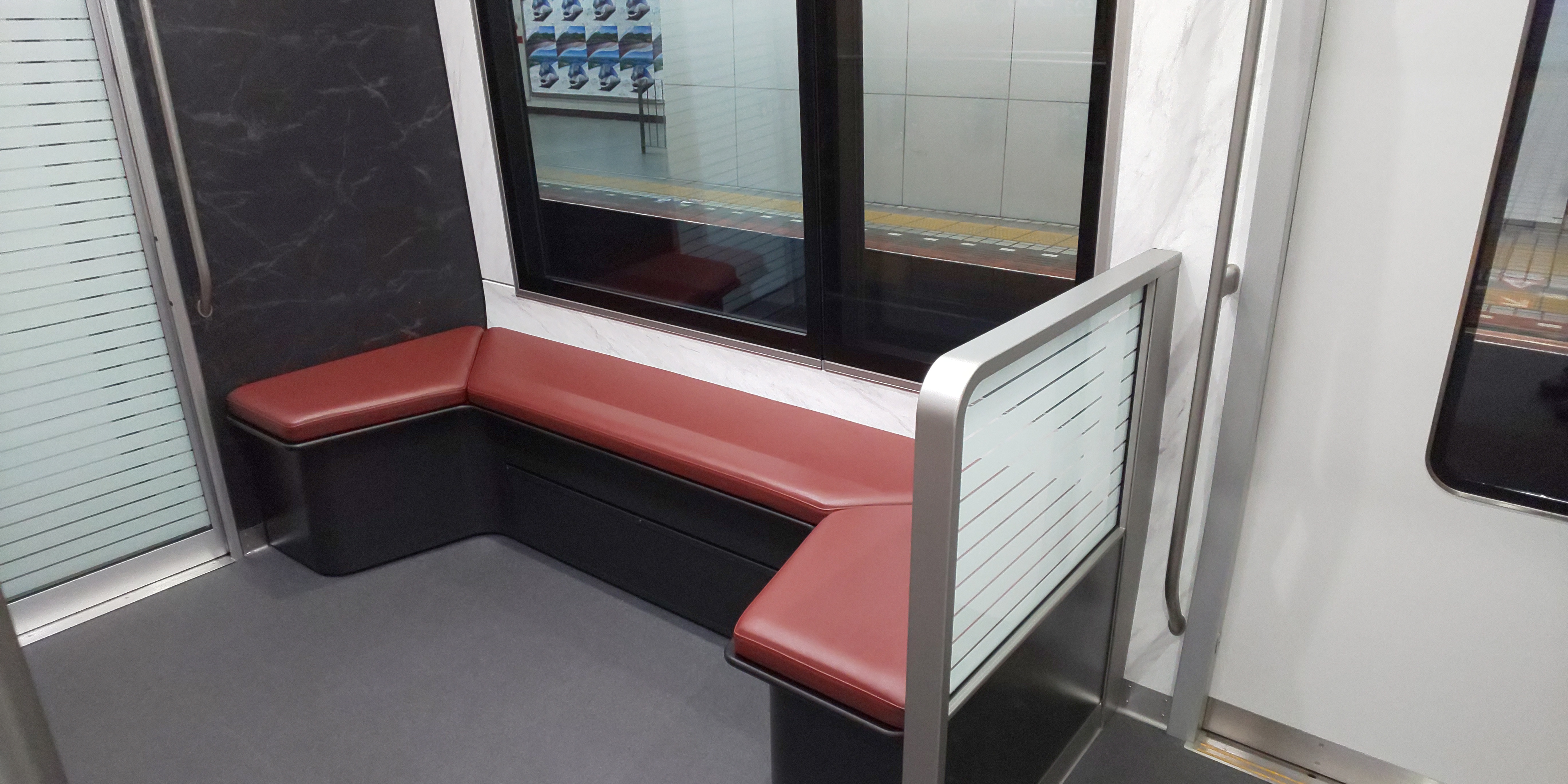
多用途坐位

位於モ80500形、モ80700形、モ80200形（即2、5、7號車廂）。

### 自動販賣機
位於モ80400形（3號车厢），售賣樽裝及罐裝飲品。

### 其他設施與設備
- 全列列車均有免費無線wifi
- 車廂所有窗戶可以阻擋紫外線及紅外線
- 全列列車設有Nanoe空氣淨化器
- 在大型儲物櫃、客室等地方設有闭路电视

## 編成表

### 6节编组（HV01~HV04、HV11~HV14）设备配置
|             | ←近鐵名古屋．近鐵奈良．賢島方向大阪難波方向→ | ←近鐵名古屋．近鐵奈良．賢島方向大阪難波方向→ | ←近鐵名古屋．近鐵奈良．賢島方向大阪難波方向→ | ←近鐵名古屋．近鐵奈良．賢島方向大阪難波方向→  | ←近鐵名古屋．近鐵奈良．賢島方向大阪難波方向→ | ←近鐵名古屋．近鐵奈良．賢島方向大阪難波方向→ |
| ----------- | -------------------------------------------- | -------------------------------------------- | -------------------------------------------- | --------------------------------------------- | -------------------------------------------- | -------------------------------------------- |
| 号車        | 1                                            | 2                                            | 3                                            | 4                                             | 5                                            | 6                                            |
| 等級        | Premium Seat                                 | Standard Seat                                | Standard Seat                                | Standard Seat                                 | Standard Seat                                | Premium Seat                                 |
| 定員 （名） | 21                                           | 52                                           | 52                                           | 41                                            | 52                                           | 21                                           |
| 特別設施    | 儲物櫃，小型咖啡廳，3間洗手間                | 多用途座位，儲物櫃                           | 自動販賣機，儲物櫃，吸煙室                   | 輪椅座位，行李架，多用途洗手間，1間普通洗手間 | 多用途座位，儲物櫃                           | 儲物櫃，小型咖啡廳，3間洗手間                |
| 型號        | ク80600形/ク80610形                          | モ80500形/モ80510形                          | モ80400形/モ80410形                          | サ80300形/サ80310形                           | モ80200形/モ80210形                          | ク80100形/ク80110形                          |

### 8节编组（HV51~HV53）设备配置
|             | ←近鐵名古屋．近鐵奈良．賢島方向大阪難波方向→ | ←近鐵名古屋．近鐵奈良．賢島方向大阪難波方向→ | ←近鐵名古屋．近鐵奈良．賢島方向大阪難波方向→ | ←近鐵名古屋．近鐵奈良．賢島方向大阪難波方向→ | ←近鐵名古屋．近鐵奈良．賢島方向大阪難波方向→ | ←近鐵名古屋．近鐵奈良．賢島方向大阪難波方向→  | ←近鐵名古屋．近鐵奈良．賢島方向大阪難波方向→ | ←近鐵名古屋．近鐵奈良．賢島方向大阪難波方向→ |
| ----------- | -------------------------------------------- | -------------------------------------------- | -------------------------------------------- | -------------------------------------------- | -------------------------------------------- | --------------------------------------------- | -------------------------------------------- | -------------------------------------------- |
| 号車        | 1                                            | 2                                            | 3                                            | 4                                            | 5                                            | 6                                             | 7                                            | 8                                            |
| 等級        | Premium Seat                                 | Standard Seat                                | Standard Seat                                | Standard Seat                                | Standard Seat                                | Standard Seat                                 | Standard Seat                                | Premium Seat                                 |
| 定員 （名） | 21                                           | 52                                           | 52                                           | 40                                           | 48                                           | 41                                            | 52                                           | 21                                           |
| 特別設施    | 儲物櫃，小型咖啡廳，3間洗手間                | 多用途座位，儲物櫃                           | 自動販賣機，儲物櫃，吸煙室                   | 行李架，簡易運轉台，3間洗手間                | 多用途座位，行李架，簡易運轉台               | 輪椅座位，行李架，多用途洗手間，1間普通洗手間 | 多用途座位，儲物櫃                           | 儲物櫃，小型咖啡廳，3間洗手間                |
| 型號        | ク80650形                                    | モ80550形                                    | モ80450形                                    | サ80850形                                    | モ80750形                                    | サ80350形                                     | モ80250形                                    | ク80150形                                    |

### 牵引及辅助供电系统对比
| 编组号 | 编组号    | 配属车辆基地 | 牵引电机   | 牵引电机     | 牵引电机 | 牵引电机 | 牵引电机 | 牵引逆变器 | 牵引逆变器      | 辅助电源 | 辅助电源    | 辅助电源 |
| 编组号 | 编组号    | 配属车辆基地 | 制造商     | 型号         | 额定功率 | 额定转速 | 工作频率 | 制造商     | 型号            | 制造商   | 型号        | 额定容量 |
| ------ | --------- | ------------ | ---------- | ------------ | -------- | -------- | -------- | ---------- | --------------- | -------- | ----------- | -------- |
| 8 节   | HV51~HV53 | 富吉         | 三菱電機   | MB-5183-A    | 240 kW   | 2973 rpm | 100 Hz   | 三菱電機   | MAP-234-15VD327 | 三菱電機 | NC-GAT-190A | 190 kVA  |
| 6 节   | HV01~HV04 | 高安         | 三菱電機   | MB-5183-A    | 240 kW   | 2973 rpm | 100 Hz   | 三菱電機   | MAP-234-15VD327 | 三菱電機 | NC-GAT-190A | 190 kVA  |
| 6 节   | HV11      | 高安         | 日立製作所 | HS34531-13RB | 230 kW   | 2795 rpm | 94 Hz    | 日立製作所 | VFI-HD2420G     | 三菱電機 | NC-GAT-190A | 190 kVA  |
| 6 节   | HV12~HV14 | 富吉         | 日立製作所 | HS34531-13RB | 230 kW   | 2795 rpm | 94 Hz    | 日立製作所 | VFI-HD2420G     | 三菱電機 | NC-GAT-190A | 190 kVA  |

## 運行區間
與Urban Liner投入服務時大致相同，近鐵80000系主要運用在大阪難波站和近鐵名古屋站間的名阪甲特急。2020年3月14日時刻改正時，每日行駛6班來回班次。     
亦因為列車停泊於西大寺車廠，所以在早上及晚上亦會運行於大阪難波站和近鐵奈良站間。每日1班來回班次。
2020年6月伴隨更多編組落成，部分原由Urban Liner行駛的班次被替換成本型車行駛。6月13日後，本型車平日行駛10往復的名阪甲特急、2往復的阪奈特急，假日則分別行駛11、1往復上述路線。
2020年11月21日起，由於8节編組列車投入服務，本型車運用班次數再次增加。定期列車中，本型車平日行駛14往復的名阪甲特急、4往復的阪奈特急，假日則分別行駛15、1往復上述路線。
2021年2月13日，全列車落成後，全部的名阪甲特急都改以本型車行駛。
2021年7月19日、21日，近鐵80000系首度駛入伊勢志摩山田線・鳥羽線以及志摩線，於大阪難波站和賢島站間試運行。

## 發車音樂
發車音樂为《光之鐘》（ひかりの鐘），使用於大阪難波及近鐵名古屋。當在這兩個起點站即將出發時，便會播放這首歌。此外，近鐵名古屋站播放這首音樂時，旋律會比大阪難波站長一些。

## 運用
以下列出2021年7月3日起，由本型車行駛的定期列車。

### 名阪甲特急（大阪難波=近鐵名古屋）
全列車運用，當中621號（大阪難波21:00始發）會停靠白子、近鉄四日市、桑名等站。
停車站：大阪上本町、鶴橋、大和八木（部分停車）、津。
- 停靠大和八木站的班次：

每日早上6時至10時及星期六、日及假期黃昏時段，由大阪難波出發往近鐵名古屋的班次
平日早上7時至10時及星期六、日及假期早上8時20分及黃昏之後，由近鐵名古屋出發往大阪難波的班次

### 阪奈特急（大阪難波=近鐵奈良）
停車站：大阪上本町、鶴橋、生駒、學園前、大和西大寺

#### 平日
下行運行1717、1817、5017、5217號等班次（大阪難波17:20、18:40、20:45、22:40始發）。
上行運行816、3816、1916號等班次（近鉄奈良8:07、8:43、19:43始發）。

#### 周末
下行運行2017、5117、5217號等班次（大阪難波20:45、21:40、22:40始發）。
上行運行816號（近鉄奈良8:12始發）。
但是，由於COVID-19疫情致週末阪奈特急幾無旅客，即便是白紙時刻表中的列車也未必開行。

## 收費
乘搭Hinotori，除了要支付普通車票和特急車票，還要支付Hinotori特別料金。Premium Car收費為300-900円，Standard Car收費為100至200円。
以下列表列出的價格为所有費用的總和（日後可能有所改變）。部分列车不停靠大和八木站。
| 大阪上本町 | 980円  | 大阪上本町 |        |          |        |            |
| 鶴橋       | 1030円 | 980円      | 鶴橋   |          |        |            |
| 大和八木   | 1460円 | 1390円     | 1390円 | 大和八木 |        |            |
| 津         | 3660円 | 3660円     | 3660円 | 3230円   | 津     |            |
| 近鐵名古屋 | 5240円 | 5240円     | 5240円 | 4490円   | 2340円 | 近鐵名古屋 |

| 大阪上本町 | 780円  | 大阪上本町 |        |          |        |            |
| 鶴橋       | 830円  | 780円      | 鶴橋   |          |        |            |
| 大和八木   | 1260円 | 1090円     | 1090円 | 大和八木 |        |            |
| 津         | 3260円 | 3260円     | 3260円 | 2830円   | 津     |            |
| 近鐵名古屋 | 4540円 | 4540円     | 4540円 | 3890円   | 2040円 | 近鐵名古屋 |

| 大阪上本町 | 980円  | 大阪上本町 |        |        |        |            |      |
| 鶴橋       | 1030円 | 980円      | 鶴橋   |        |        |            |      |
| 生駒       | 1230円 | 1230円     | 1180円 | 生駒   |        |            |      |
| 學園前     | 1270円 | 1270円     | 1270円 | 1030円 | 學園前 |            |      |
| 大和西大寺 | 1320円 | 1320円     | 1270円 | 1080円 | 1030円 | 大和西大寺 |      |
| 奈良       | 1390円 | 1390円     | 1320円 | 1120円 | 1080円 | 1030円     | 奈良 |

| 大阪上本町 | 780円  | 大阪上本町 |        |       |        |            |      |
| 鶴橋       | 830円  | 780円      | 鶴橋   |       |        |            |      |
| 生駒       | 1030円 | 1030円     | 980円  | 生駒  |        |            |      |
| 學園前     | 1070円 | 1070円     | 1070円 | 830円 | 學園前 |            |      |
| 大和西大寺 | 1120円 | 1120円     | 1070円 | 880円 | 830円  | 大和西大寺 |      |
| 奈良       | 1190円 | 1190円     | 1120円 | 920円 | 880円  | 830円      | 奈良 |

## 註解
1. ↑  Urban Liner 8輛編成定員為414名，本型車為327名，座位數減少超過20%。
2. ↑  名阪甲特急於本型車投入服務前（2020年3月8日）廢止車內銷售。
3. ↑  6輛編組中位於第2、5車廂，8輛編組中位於第2、5、7車廂。
4. ↑  在其他名阪特急中，這些是乙特急的停車站，甲特急則直接通過。

## 外部連結
- Hinotiri官方網站 （页面存档备份，存于）
- Hinotori储物柜 （页面存档备份，存于）
- Hinotori發車音樂 （页面存档备份，存于）